# Cure For Me
〈Cure For Me〉是挪威创作型歌手欧若拉发行的第27首英语单曲，也是《不完美之神》的专辑主打单曲，2021年7月7日正式在全球发行。该歌曲的原声版本于2021年8月6日发行，而混音版本则于同年8月27日发行。

## 背景
〈Cure for Me〉是欧若拉在2019年巡演时写的。2020年5月，欧若拉宣布了她的新音乐“时代”，发行了〈Exist for Love〉作为她专辑的主打单曲。在全球COVID-19大流行中，她决定在此期间不再发行即将发行的专辑中的更多音乐，而是发行了几首独立单曲。
歌曲原定于2021年4月16日发布，但因为多年前发行的歌曲〈Runaway〉在社交媒体应用程序TikTok上病毒式传播后的成功而被推迟。在5月18日的直播中，当有关新单曲和专辑的详细信息仍处于保密状态时，欧若拉提到她对Runaway的热潮逐渐平息感到兴奋，因此她终于可以发布新的音乐作品。
一年多后，欧若拉开始发布新单曲，发布了一款runner-style的视频游戏，并在Instagram上与Portal AURORA Brasil合作。她还用TikTok视频和面具表情符号「🎭」预告了这首歌。6月28日，奥若拉分享了一张图片，其中包含她以前在专辑封面上看到的外星语言单词。文本被解码为“Cure for Me July 7”。2021年6月30日，单曲正式发布。

## 泄露事件
2021年4月上旬，一位可靠的内部人士释出了欧若拉的第四张录音室专辑的主打单曲，对应的歌曲字母首写为“CFM”。歌曲的长度和发行日期也被泄露。由于另一歌曲〈Runaway〉的成功，歌曲发行日期被推迟了。
不久之后，这张单曲的宣传照片被她的团队不小心上传到了官方网站上。虽然很快就被撤下，但在谷歌上搜索时，该网站还简短地标明“CURE FOR ME OUT NOW”。
同年6月25日，该单曲的部分片段被泄露。隔天，整首歌就被泄露了。
这首歌的插图和最终发行日期于2021年6月28日被泄露。

## 音乐视频
由欧若拉和西格德·福森（Sigurd Fossen）共同执导的音乐视频于2021年7月8日起通过YouTube发布。

## 歌曲
〈Cure for Me〉解开了普遍大众对LGBT社群的误解。歌手本人，即双性恋者对这种观点提出了挑战，他认为大多数同性恋社群都过得很艰难。称没有人需要为爱而治愈，并希望永远不会治愈人性。在同一采访中，欧若拉更深入地研究了这首歌，谈到了转换疗法的合法性及为自己感到羞耻。